# Mesogonia emarginata
Mesogonia emarginata är en insektsart som beskrevs av Young 1977. Mesogonia emarginata ingår i släktet Mesogonia och familjen dvärgstritar. Inga underarter finns listade i Catalogue of Life.